# 쓰레기 게임
쓰레기 게임은 게임 비평에서 사용되는 용어로, 플레이어나 매체에서 비디오 게임을 혹평할 때 쓰이는 표현이다. 이 같은 혹평이 지배적인 게임 자체를 가리키는 단어로도 쓰인다. 줄임말로 ‘똥겜’(똥 게임), ‘망겜’(망한 게임)이라는 단어도 쓰이며, 반의어로는 ‘갓겜’(갓 게임, god + game)이란 표현도 사용된다.
일본어로는 쿠소게(クソゲー, 糞ゲー)로 부르며, '糞'(똥)와 'ゲーム'(게임)의 합성어이다. 1980년대 중반에 만들어진 비교적 오래된 용어로, 일본의 탤런트 미우라 준이 패미컴용 게임 《잇키》(1985년 11월 발매)와 《두뇌전함 가루》(1985년 12월 발매)를 리뷰할 당시 처음으로 사용한 단어다. 미우라 본인도 이 단어의 창시자임을 자처하며, 패미컴 붐이 일 당시 자신이 연재했던 잡지에서 원래는 '바보영화'란 말에 착안해 '바보게임'이라 부르던 것이, "돈 내고 하는 건데 바보에게 미안할 정도"이라며 똥게임, 즉 쿠소게라 부르게 되었다고 훗날 언급하였다.